# Primevère d'Écosse
Primula scotica
Espèce
Classification phylogénétique
Statut de conservation UICN

 LC  : Préoccupation mineure
La Primevère d'Écosse, Primula scotica, est une espèce de plantes à fleurs de la famille des Primulaceae. C'est une primevères qui est endemique à la côte nord de l'Écosse y compris Caithness et les Orcades. Elle est étroitement liée aux espèces arctiques Primula stricta et Primula scandinavica.
Elle se distingue facilement par ses fleurs bleues-violettes. La floraison a lieu en mai et se reproduit souvent en juillet.